# Cynodontidae
Pour l’article ayant un titre homophone, voir Synodontidae.
Ne doit pas être confondu avec Cynodontia.
Famille
Les Cynodontidae sont une famille de poissons d'eau douce appartenant à l'ordre des Characiformes.

## Répartition géographique
Ces poissons que regroupe cette famille vivent dans les pleines eaux des fleuves, lacs et forêts inondées de surface. La plupart des espèces de cette famille proviennent du bassin de l'Orénoque et de l'Amazone. Certaines espèces se rencontrent jusqu’au sud de Paraná au Paraguay et dans le bassin d’Uruguay ; également au Venezuela et en Colombie. Les espèces fossiles sont également connues de l’Argentine mais, où ils sont introuvables aujourd’hui.

## Liste des genres
Selon FishBase (05 juin 2015):
- sous-famille Cynodontinae Eigenmann, 1907
  - genre Cynodon (Spix & Agassiz, 1829)
  - genre Hydrolycus (J. P. Müller & Troschel, 1844)
  - genre Rhaphiodon Agassiz, 1829

- sous-famille Roestinae Lucena & Menezes, 1998
  - genre Gilbertolus Eigenmann, 1907
  - genre Roestes Günther, 1864

## Galerie

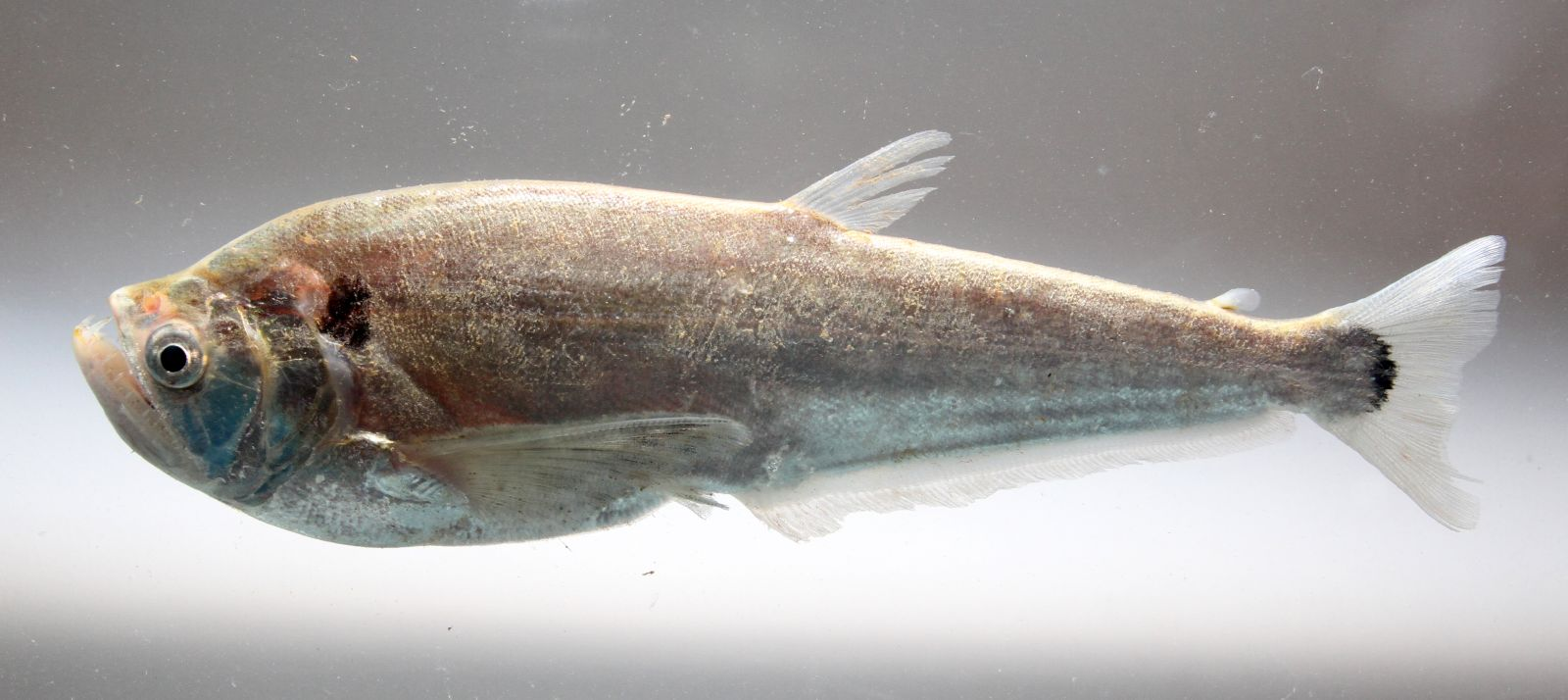
Cynodon gibbus
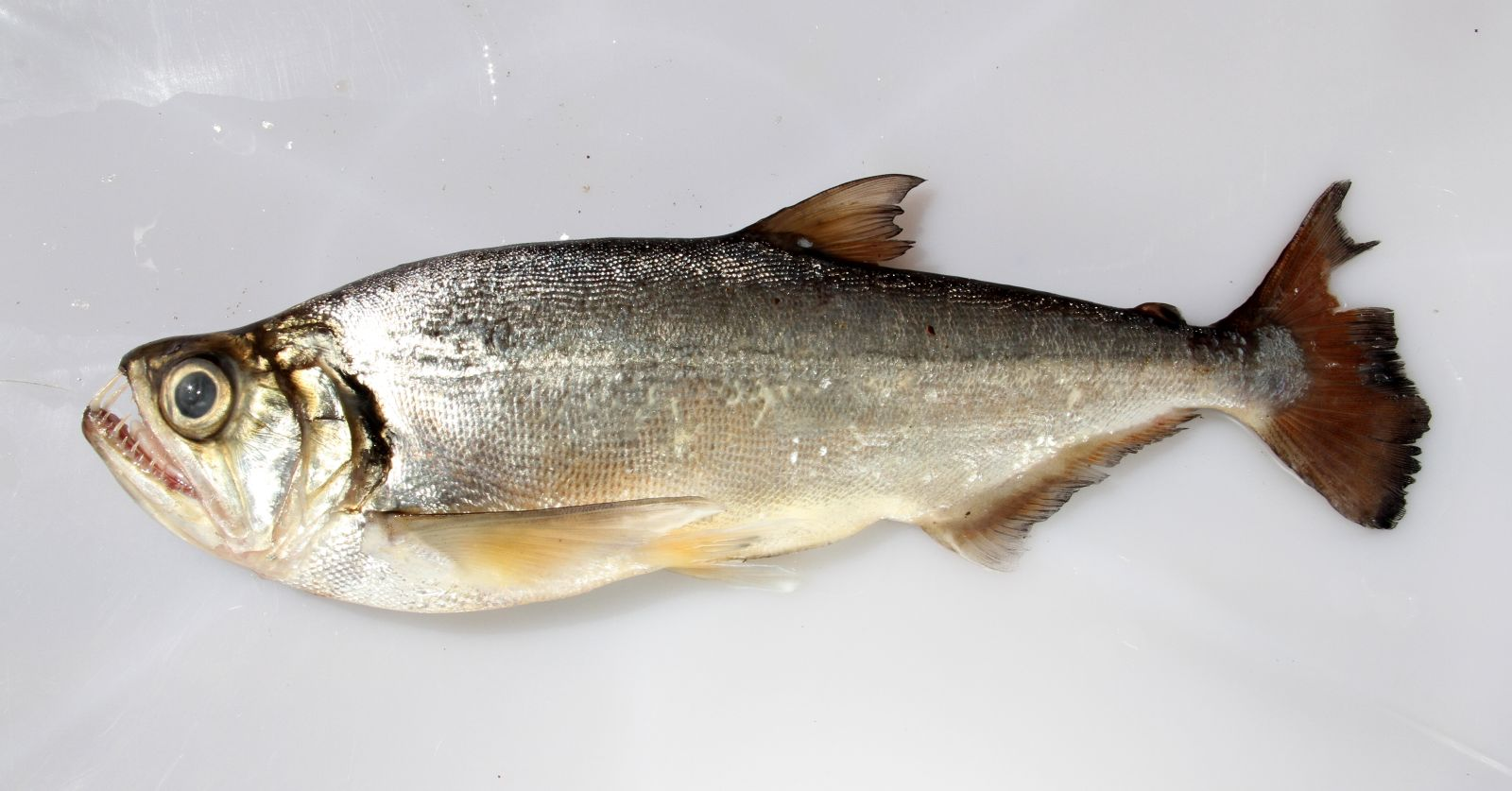
Hydrolycus tatauaia
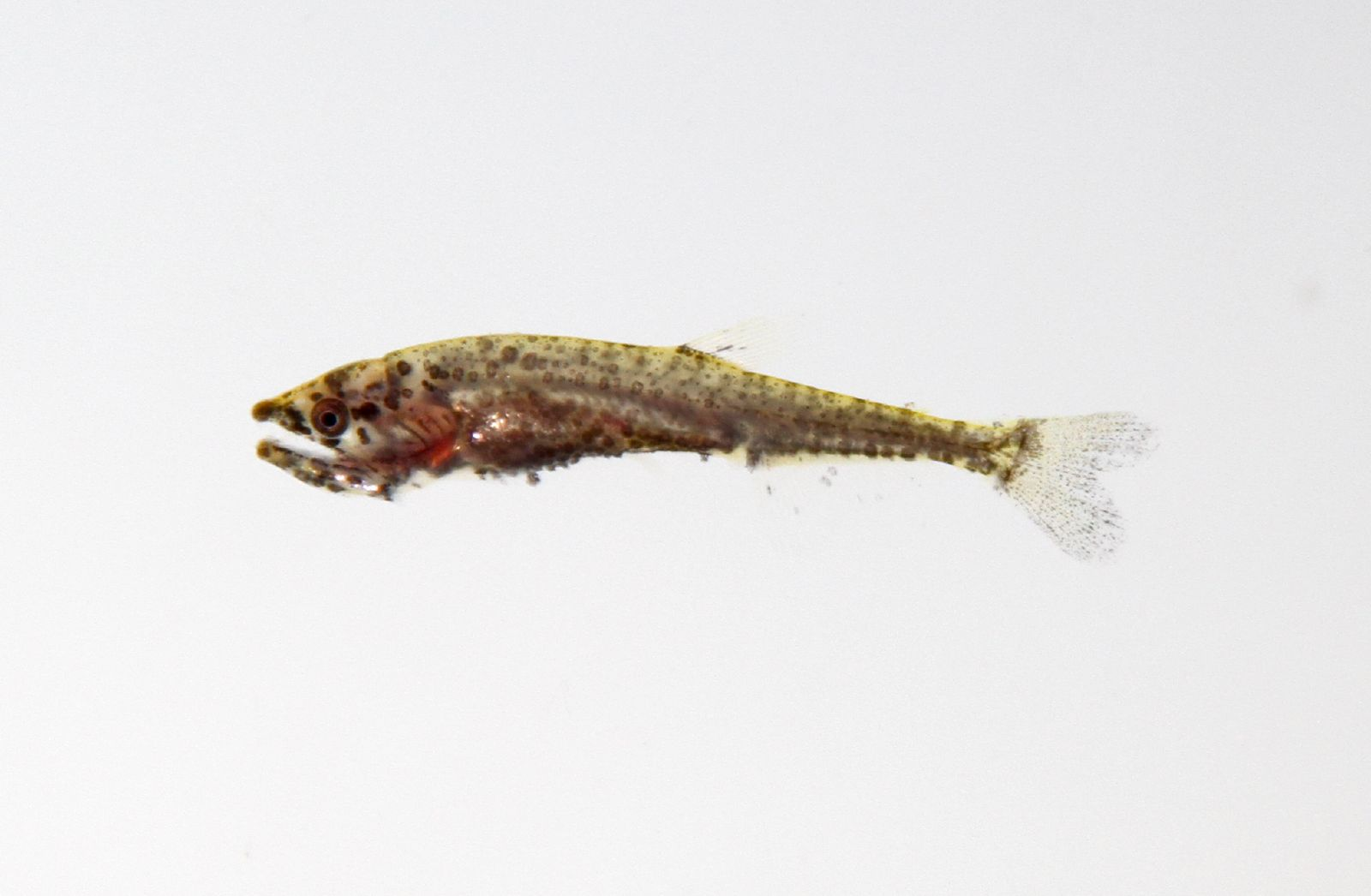
Hydrolycus sp. (juvénile)
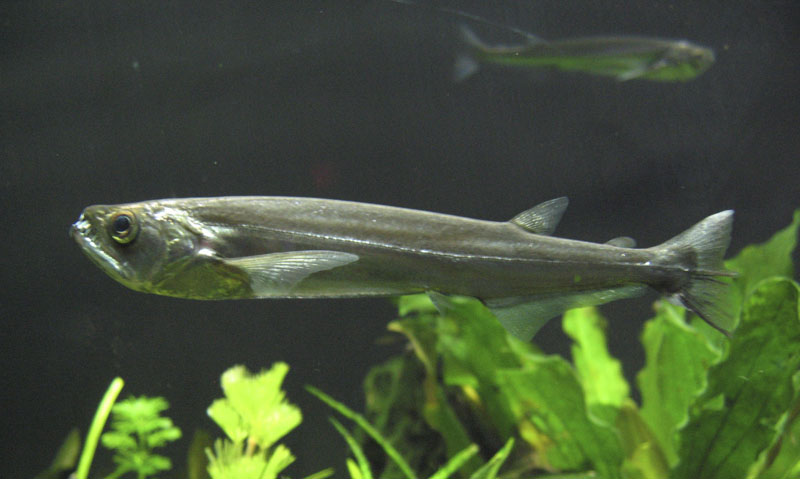
Rhaphiodon vulpinus